# Joddla med Siv
Joddla med Siv är en musikgrupp från Hässleholm i Skåne, bildad 1990. Musiken är en blandning av folkmusik och rock, ofta med reggaeinfluenser och texter som driver med det onda och elaka, eller ibland bara beskriver vardagen för t.ex. en bäver, en häger eller en liten myra.
Bandet har sålt runt 35 000 exemplar av skivorna enbart i Skåne. Totalt i Sverige har bandet sålt 100 000 exemplar.
Trots att musiken skiljer sig från den övriga på festivalen har bandet spelat flera gånger på Sweden Rock, senast 2025.

## Medlemmar
Nuvarande medlemmar
- Lukky Martin / Lyckliga Martin (Martin Jernse) – sång (1990–idag)
- Steven Rageblad (Stefan Blad) – gitarr, bakgrundssång (1990–idag)
- Pär Plåt (Pär Romberg) – gitarr, bakgrunssång (1990–idag)
- Mange Manet (Magnus Jansson) – dragspel, bakgrundssång (1990–idag)
- Jeppe Kaga (Jesper Persson) – basgitarr (1990–idag)
- Bo Sko (Emil Appelqvist) - trummor (2019-idag)

Tidigare medlemmar
- Galgbacka-Micke (Mikael Kilponen) – trummor (1990–2004)
- Bongo-Uffe (Ulf Petersson) - trummor (2004-2019)

## Diskografi
Kassetter
- 1991 – Ålarnas skräck
- 1992 – Krögers damm

Studioalbum
- 1998 – Uma-Ness från Senegal
- 2004 – TalliBalliToraban

Livealbum
- 2001 – Live på The Tivoli – Dubbelmacka med ljud & bild

Singlar
- 1994 – Mossans bullar (CD-singel)
- 1995 – Pilla näsan (CD-singel, officiell festivalskiva)

Samlingsalbum
- 1995 – Joddla med Sivs CD-box 1995 (dubbel-CD)